# Mausoleum Strousberg

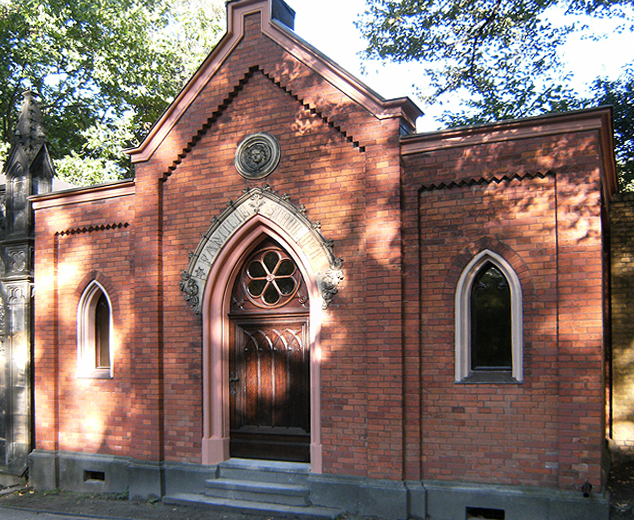
Mausoleum Strousberg nach der Restaurierung (2015)

Das Mausoleum Strousberg ist ein Mausoleum auf dem Alten St.-Matthäus-Kirchhof (Feld J-OE-005) in Berlin-Schöneberg. Das geschützte Baudenkmal wurde mit Unterstützung der Deutschen Stiftung Denkmalschutz von 2010 bis 2012 restauriert.
Es wurde im Auftrag von Bethel Henry Strousberg vermutlich von dessen Hausarchitekt August Orth errichtet, der auch das Palais Strousberg baute. Der unverputzte Ziegelbau über der Gruft wurde vom Baugeschäft Bandke & Breidscheider ausgeführt. Das Portal wird von zwei Spitzbogenfenstern flankiert.
Bethel Henry Strousberg starb 1884 und wurde im Mausoleum beigesetzt, neben seinem Sohn Arthur Strousberg (1850–1873) und seiner zwei Jahre zuvor verstorbenen Ehefrau Mary Ann.